# Starshot-Gletscher
Der Starshot-Gletscher ist ein rund 80 km langer Gletscher in der antarktischen Ross Dependency. Er fließt vom Polarplateau in östlicher Richtung durch die Churchill Mountains und dann nördlich an der Westflanke der Surveyors Range, um südlich des Kap Parr an der Shackleton-Küste das Ross-Schelfeis zu erreichen. 
Teilnehmer einer von 1960 bis 1961 durchgeführten Kampagne im Rahmen der New Zealand Geological Survey Antarctic Expedition benannten ihn nach den Sternbeobachtungen (englisch starshot), die zum Zweck der Vermessung des Gletschergebiets durchgeführt worden waren.